# Trakt syberyjski
Trakt syberyjski (również Wielki Trakt, Wielki Trakt Sybirski, Trakt Moskiewski, Trakt Moskiewsko-Irkucki, Trakt Moskiewsko-Sybirski) – utworzony w XVIII wieku lądowy szlak transportowy, łączący europejską część Imperium Rosyjskiego z Syberią i Chinami.

## Historia
Od czasów Piotra I władze w Petersburgu coraz większe znaczenie zaczęły przywiązywać do kwestii sprawnego kontaktu między metropolią i rozległymi terenami Syberii. W 1720 roku Piotr I nakazał budowę stacji pocztowych co 40 wiorst na drodze z Moskwy do Irkucka. Projekt ten zakończono dopiero w latach 60. XVIII wieku. Od XVII wieku, a w istocie aż do schyłku XIX, podstawową formą transportu na Syberii był transport rzeczny. Pomiędzy poszczególnymi rzekami organizowano specjalne punkty przeciągania łodzi, nazywane przewłokami. Tam zwykle powstawały ostrogi, a następnie miasta. Na drodze z Tobolska do Pekinu, łodzie trzeba było przeciągać 7 razy, a podróż taka mogła trwać nawet 3 lata.

## Powstanie traktu
22 listopada (12 listopada według starego stylu) 1689 car Piotr I wydał ukaz o utworzeniu drogi, która połączy centralną Rosję z Syberią. Jednak budowa traktu rozpoczęła się dopiero w 1730, a zakończono ją w połowie XIX wieku.
Trakt syberyjski miał zastąpić Drogę Babinowską, która przez dwa stulecia była jedynym szlakiem łączącym centralną Rosję z Azją.
Początkowo trakt przebiegał z Moskwy przez Murom, Koźmodiemiansk, Kazań, Osę, Perm, Kungur, Jekaterynburg, Tiumeń, Tobolsk, Tarę, Kaińsk, Koływań, Tomsk, Jenisejsk, Irkuck, Werchnioudińsk, Nerczyńsk do Kiachty na granicy z Chinami, gdzie trakt się kończył. Dalej droga wiodła przez Mongolię Wewnętrzną do Kałganu - twierdzy przy Wielkim Murze Chińskim.
Na początku XIX wieku trakt przesunięto na południe: od Tiumeni trakt prowadził przez Jałutorowsk, Iszym, Omsk, Tomsk, Aczyńsk, Krasnojarsk do Irkucka, a dalej dawną trasą.
Pod koniec XIX wieku szlak nie spełniał już oczekiwań rosyjskiej gospodarki, co spowodowało budowę Kolei Transsyberyjskiej.